# Neslihan Ulusoy
Neslihan Ulusoy (ur. 22 marca 1988) – turecka zapaśniczka walcząca w stylu wolnym. Dziesiąta na mistrzostwach Europy w 2016. Brązowa medalistka mistrzostw śródziemnomorskich w 2010 roku.